# Pojucan
Pojucan é um artista gráfico e plástico brasileiro. Já expôs para Nova Iorque, Rio de Janeiro e São Paulo, e teve seu portifólio gráfico públicado nas revistas Novum Gebrauchsgraphik ( Alemanha ) e Gráfica ( Brasil ). O artista realizou uma retrospectiva de seu trabalho em artes gráficas, no MAM do Rio, e participou da Bienal Internacional de Artes Gráficas de Brno, na República Tcheca. Em Nova Iorque, um trabalho seu faz parte do acervo do museu virtual Moca - Museum of Computer Art. 
É ganhador do Prêmio Abril de Jornalismo e foi indicado ao prêmio Sharp de Música por projeto gráfico de capa de disco. Também desenvolve trabalho em televisão e Internet. 
Trabalhou na TV Globo como videodesigner do TV Colosso e do Casseta & Planeta